# Discocharopa vigens
Discocharopa vigens är en snäckart som först beskrevs av Legrand 1871.  Discocharopa vigens ingår i släktet Discocharopa och familjen Charopidae. Inga underarter finns listade i Catalogue of Life.